# Salles-d’Armagnac
Salles-d’Armagnac – miejscowość i gmina we Francji, w regionie Oksytania, w departamencie Gers.
Według danych na rok 1990 gminę zamieszkiwało 111 osób, a gęstość zaludnienia wynosiła 18 osób/km² (wśród 3020 gmin regionu Midi-Pireneje Salles-d’Armagnac plasuje się na 952. miejscu pod względem liczby ludności, natomiast pod względem powierzchni na miejscu 1395.).